# آلان غوردون (مؤلف)
آلان غوردون (بالإنجليزية: Alan Gordon)‏ (1959)؛ روائي أمريكي.